# معركة أنزن
قامت معركة أنزن في 22 يوليو 838 بالقرب من أنزن (في تركيا اليوم) بين البيزنطيين وقوات الدولة العباسية.